# Sobór św. Dymitra w Dalju
Sobór św. Dymitra – prawosławna cerkiew w Dalju, w gminie Erdut w Chorwacji, należąca do parafii Serbskiego Kościoła Prawosławnego, katedra eparchii osjeczkopolskiej i barańskiej.
Cerkiew została wzniesiona w 1715. Jest budowlą jednonawową, z jedną wieżą, reprezentuje styl barokowy. W tym samym stylu utrzymane jest jej wyposażenie.
W Dalju znajduje się również jedna z letnich rezydencji patriarchów serbskich, zbudowana w 1828 (pierwotnie na potrzeby metropolitów belgradzkich, przed restauracją Patriarchatu).
W świątyni pochowany został metropolita karłowicki Wincenty (Jovanović Vidak), zmarły w Dalju w 1780.